# Lauberhornrennen

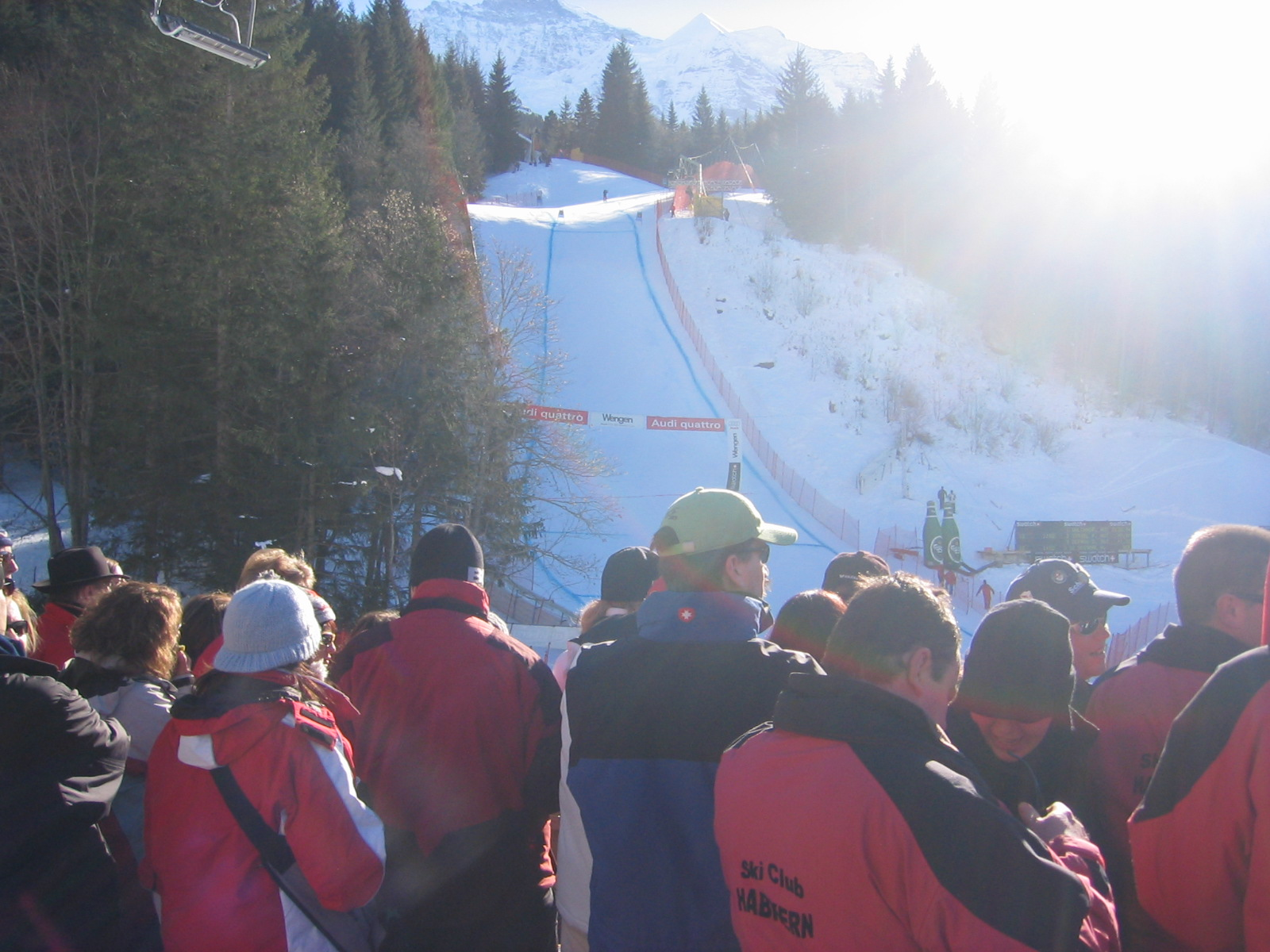
de finish in 2006

De Lauberhornrennen is de oudste nog bestaande skiwedstrijd. De wedstrijd vond voor het eerst plaats in 1930 en werd bedacht door Ernst Gertsch. Ieder jaar zijn de wedstrijden in het wintersportgebied van Wengen in Zwitserland, die deel uitmaken van het wereldbekercircuit.
De Lauberhornrennen bestaat uit drie verschillende wedstrijden: de afdaling, de slalom en de combinatie van die twee.
De lengte van de Lauberhornafdaling is bijna 4,5 kilometer en daarmee de langste afdaling van alle wereldbekerwedstrijden. De skiërs halen hierbij snelheden van meer dan 150 km/h. De Lauberhornafdaling begint op 2315 meter en eindigt op 1287 meter. De renners dalen dus 1028 meter in ongeveer 2:30 minuten. Het record is in handen van de Zwitser Marco Odermatt. Hij deed er in 2025 2:22,58 minuten over, met een gemiddelde snelheid van 114 km/h.
De hoogste snelheid die tot op heden is gemeten is in 2005 neergezet door de Italiaan Stefan Thanei, hij ging 158 km/h.
De slalom begint op 1475 meter en eindigt op 1285 meter. Deze overbrugt dus een hoogteverschil van 190 meter.
Dit zijn de winnaars bij de mannen van de verschillende wedstrijden vanaf het jaar 2000:
| Jaar | Afdaling                                                  | Slalom                               | Super G                              |
| ---- | --------------------------------------------------------- | ------------------------------------ | ------------------------------------ |
| 2025 | Marco Odermatt Zwitserland                                | Atle Lie McGrath Noorwegen           | Franjo von Allmen Zwitserland        |
| 2024 | Marco Odermatt Zwitserland                                | Manuel Feller Oostenrijk             | Cyprien Sarrazin Frankrijk           |
| 2023 | Aleksander Aamodt Kilde Noorwegen                         | Henrik Kristoffersen Noorwegen       | Aleksander Aamodt Kilde Noorwegen    |
| 2022 | Vincent Kriechmayr Oostenrijk                             | Lucas Braathen Noorwegen             | Marco Odermatt Zwitserland           |
| Jaar | Afdaling                                                  | Slalom                               | Combinatie                           |
| 2021 | Geen doorgang vanwege coronapandemie                      | Geen doorgang vanwege coronapandemie | Geen doorgang vanwege coronapandemie |
| 2020 | Beat Feuz Zwitserland                                     | Clément Noël Frankrijk               | Matthias Mayer Oostenrijk            |
| 2019 | Vincent Kriechmayr Oostenrijk                             | Clément Noël Frankrijk               | Marco Schwarz Oostenrijk             |
| 2018 | Beat Feuz Zwitserland                                     | Marcel Hirscher Oostenrijk           | Victor Muffat Jeandet Frankrijk      |
| 2017 | ---                                                       | Henrik Kristoffersen Noorwegen       | Niels Hintermann Zwitserland         |
| 2016 | Aksel Lund Svindal Noorwegen                              | Henrik Kristoffersen Noorwegen       | Kjetil Jansrud Noorwegen             |
| 2015 | Hannes Reichelt Oostenrijk                                | Felix Neureuther Duitsland           | Carlo Janka CRO                      |
| 2014 | Patrick Küng Zwitserland                                  | Alexis Pinturault Frankrijk          | Ted Ligety Verenigde Staten          |
| 2013 | Christof Innerhofer Italië                                | Felix Neureuther Duitsland           | Alexis Pinturault Frankrijk          |
| 2012 | Beat Feuz Zwitserland                                     | Ivica Kostelić Kroatië               | Ivica Kostelić Kroatië               |
| 2011 | Klaus Kröll Oostenrijk                                    | Ivica Kostelić Kroatië               | Ivica Kostelić Kroatië               |
| 2010 | Carlo Janka Zwitserland                                   | Ivica Kostelić Kroatië               | Bode Miller Verenigde Staten         |
| 2009 | Didier Défago Zwitserland                                 | Manfred Pranger Oostenrijk           | Carlo Janka Zwitserland              |
| 2008 | Bode Miller Verenigde Staten                              | Jean-Baptiste Grange Frankrijk       | Jean-Baptiste Grange Frankrijk       |
| 2007 | Bode Miller Verenigde Staten                              | Didier Cuche Zwitserland             | Mario Matt Oostenrijk                |
| 2006 | Daron Rahlves Verenigde Staten                            | Giorgio Rocca Italië                 | Benjamin Raich Oostenrijk            |
| 2005 | Michael Walchhofer Oostenrijk                             | Alois Vogl Duitsland                 | Benjamin Raich Oostenrijk            |
| 2004 | ---                                                       | Benjamin Raich Oostenrijk            | ---                                  |
| 2003 | Stephan Eberharter Oostenrijk en Bruno Kernen Zwitserland | Giorgio Rocca Italië                 | Kjetil André Aamodt Noorwegen        |
| 2002 | Stephan Eberharter Oostenrijk                             | Ivica Kostelić Kroatië               | Kjetil André Aamodt Noorwegen        |
| 2001 | ---                                                       | Benjamin Raich Oostenrijk            | ---                                  |
| 2000 | Josef Strobl Oostenrijk                                   | Kjetil André Aamodt Noorwegen        | ---                                  |